# Matteo Cressoni
Matteo Cressoni, född den 28 oktober 1984 i Volta Mantovana, är en italiensk racerförare.